# 鉄神ガンライザー
鉄神ガンライザー（てつじんガンライザー）は、日本のテレビ岩手の「らどんぱ!」内にて毎週日曜7:00-7:28に放送（翌日15:55-16:23に再放送）されていた特撮番組及び岩手県内で展開されているローカルヒーローである。
本項では鉄神ガンライザーシリーズの初期作であるシーズン1･2･3について記述する。続編は2014年7月にスタートした鉄神ガンライザーNEOである。
詳しい内容については鉄神ガンライザーシリーズの項を参照。

## 概要
東日本大震災後、「岩手の子供たちに元気と笑顔を！」を合言葉に誕生したご当地ヒーロー。
名前の由来は岩手の「岩」を表す「ガン」と日の出を表す「サンライズ」を組み合わせており、岩手に再び日が昇って欲しいという願いが込められている。
2011年10月2日にスタートした子供向け番組「らどんぱ!」の1コーナーとして放送が始まった。
テレビ番組での露出の他、雑誌や新聞でも取り上げられ、岩手県内各地では握手会やキャラクターショーが行われている。

## あらすじ

### シーズン1
県名の由来にもなっている伝説の悪鬼・羅刹がこの地を去ってから千年あまり。再び岩手にその子孫の鬼（羅刹）が現れる。
それを退治する役目を担ったのは岩鷲（がんじゅ）大学の４年生・不来方ジョー（こずかた-）。
未だ就職先も決まっていない、少し頼りないところがある青年だが、千年前に羅刹を退治した不来方家の末裔だった。
スマートフォンに現れた座敷わらし・ぼっこに導かれ、ジョーは鉄神ガンライザーに変身する。
そして、幼馴染で羅刹を封印する力を持つ姫神結（ひめかみゆい）や究極の金属を研究するエンジニア・早池峰ケンジ（はやちね-）と力を合わせ、
ジョーは岩手の平和を取り戻すため羅刹に立ち向かう！！
| 話数   | タイトル                   | 主なロケ地 |
| ------ | -------------------------- | ---------- |
| 第1話  | 千年ぶりの鬼退治           | 盛岡市     |
| 第2話  | ひびけ！さんさ太鼓         | 盛岡市     |
| 第3話  | 川をキレイにしてやるぜ！   | 盛岡市     |
| 第4話  | 姫様、出陣！               | 盛岡市     |
| 第5話  | 八幡平の守り神             | 八幡平市   |
| 第6話  | 二つの力を合わせて倒せ！   | 八幡平市   |
| 第7話  | 不来方家の血               | 盛岡市     |
| 第8話  | 究極の金属を探せ           | 盛岡市     |
| 第9話  | 激闘！わんこそば           | 盛岡市     |
| 第10話 | 滝沢村の守り神             | 滝沢市     |
| 第11話 | 羅刹を封印せよ             | 滝沢市     |
| 第12話 | 奇跡のクリスマス           | 滝沢市     |
| 第13話 | 初詣の願いごと             | 盛岡市     |
| 第14話 | 石割桜のように             | 盛岡市     |
| 第15話 | 刃には刃を                 | 滝沢市     |
| 第16話 | 千年ぶりの会話             | 遠野市     |
| 第17話 | ヒヒイロカネの守り人       | 一関市     |
| 第18話 | 剣の力と人の力             | 八幡平市   |
| 第19話 | 共に歩む道                 | 滝沢市     |
| 第20話 | 完成！豪鉄剣               | 盛岡市     |
| 第21話 | ガンライザー対ガンライザー | 北上市     |
| 第22話 | 善と悪の間に               | 北上市     |
| 第23話 | 羅刹、封印の時             | 盛岡市     |
| 第24話 | 悪夢の始まり               | 盛岡市     |
| 第25話 | 決戦を前に                 | 滝沢市     |
| 第26話 | 力、一つに                 | 盛岡市     |

放送当時、現在の滝沢市は滝沢村であった。

### シーズン2
鉄神ガンライザーの活躍で姫神結の巻物に封印された羅刹だったが、インターネットを通じて現実世界に出現する方法を発見。
自室に引きこもっているパソコンマニアの焼石岳（やけいしがく）を利用し、岩手に再び現れる。
ジョーは鉄神ガンライザーに変身して戦うが、焼石岳が変身する新怪人・グズメ鬼(キ)マヨイガーが出現し、苦戦を強いられる。
すると、三王岩の戦いで水の精リアスマリンが現れ、ピンチを救う。鉄神ガンライザーはリアスマリンと協力して敵に立ち向かう！！

### シーズン3
変身する力と引き換えに、ついに羅刹を倒した不来方ジョー。
岩手に再び訪れた平和な日々を楽しむように姫神結と焼石岳が北上市の展勝地でお花見をしていると、カメラが亀にすり替わる怪事件が発生！
犯人は心を入れ替えたはずのパッカー大佐とオダーズたちだった。
すると、新しい鉄神ガンライザーが現れ、パッカーたちを撃退する。その正体は山で修業していた青年、三ツ石ジンだった！
岩手を征服しようとする闇の世界の王・羅刹王ヒデージャや狐のもののけ・イヅーナも現れ、新たな戦いが始まる！！

## 登場人物
不来方ジョー（こずかた-）
シーズン1では大学4年生。就職先が決まっていない頼りない青年だが、不来方家の末裔で父から授かったお守りの力で鉄神ガンライザーに変身することが出来る。
最初は己の使命に自覚が薄く、戦いの経験に乏しいため苦戦続きだったが、階段上りや空手の特訓をすることで次第に強くなっていった。
シーズン2の最終話で進化した羅刹を倒したが、お守りの力を使い切り、変身が出来なくなる。シーズン3では教師になっている。
姫神結（ひめかみゆい）
不来方ジョーの幼馴染でシーズン１では大学１年生。明るく優しい性格だが、姫神家の末裔で羅刹を封印する呪文を唱えることが出来る。
シーズン1の最終話ではその力で羅刹を巻物に封印することに成功したが、シーズン2で進化した羅刹には呪文が効かなくなった。
もののけと人間が共存する道がないかを常に考えている。
早池峰ケンジ（はやちね-）
究極の金属を研究するエンジニア。鉄神ガンライザーの銃に炎系の機能（ライザーフレイム）や雷系の機能（ライザーボルト）を加えるなど武器の製造や改良を行う。
シーズン1では伝説の金属ヒヒイロカネを手に入れ、豪鉄剣を製造した。
しかし、シーズン2では周囲の自然までも破壊してしまう強力な武器・ライザーキャノンを作り、仲間と対立した。
シーズン3では海外赴任が決まり、結たちに見送られ旅立ったはずだったが･･･。
宮守かぐら（みやもり-）
幼稚園の先生にして空手の達人。シーズン1ではジョーを空手の特訓で鍛え、ガンライザーの戦闘力を高めた。
シーズン2では姫神家を守る宮守家の末裔であることが明らかになり、ジョー同様にお守りの力で水の精リアスマリンに変身する様子が描かれた。
焼石岳（やけいしがく）
引きこもり気味のパソコンマニアでシーズン2から登場。かつては有望な野球選手だったが、肩を故障したことでネガティブな性格になった。
敵のパッカー大佐にそそのかされ、封印の巻物を破ったことで羅刹が復活。岳にはグズメ鬼マヨイガーに変身する力が与えられた。
その力によってやがて理性を失いはじめ、心までもののけに支配されかけたが、結たちによって救われる。
シーズン3ではノートパソコンを手に、自らプログラミングしたもののけバスターでジンたちと共に戦う。
栗駒桐子（くりこまとうこ）
栗駒山の麓にある栗駒家の末裔でシーズン２から登場。姫神結のようにもののけを封じる呪文を唱えることが出来る。
拳法の使い手で宮守かぐらとは子供の頃からの知り合い。「大人になったら一緒に戦おう」とかぐらと約束をした。
三ツ石ジン（みついし-）
シーズン3から登場する山奥から降りてきた青年。ジョーとは別の、金色のお守りの力で鉄神ガンライザーに変身する。
戦いに備えて修行してきたため、戦ったパッカー大佐にジョーのガンライザーより強いと評された。
長らく山奥で生活していたため世間ずれしておらず、ジョーとは違い己に課せられた使命に戸惑いも無い。
鍛えてきた自分の力に自信があるゆえ、最初は仲間と共闘しようという意識が薄い面があった。

## 登場キャラクター
鉄神ガンライザー（てつじん-）
製鉄の神である、たたら神の化身。胸の中央にはさんさ踊りの太鼓のマークがあり、肩には南部鉄瓶がのっている。
不来方ジョーならびに三ツ石ジンがお守りを天にかざし、「豪鉄(ごうてつ)！」と叫ぶことで変身する。
ジョーの変身するガンライザーとジンの変身するガンライザーでは腰のベルトが異なる。
「ライザーキック」や「わんこパンチ」、「石割チョップ」などの必殺技を持つ。武器はライザーガンや早池峰ケンジの製造した豪鉄剣など。
リアスマリン
岩手の自然を守る水の精でシーズン2から登場。宮守かぐらがお守りを天にかざし、「水清(すいせい)！」と叫ぶことでかぐらに憑依する。
武器は持たず、鍛えた肉体と技を駆使して戦う。
ガンライザーとのコンビ技「南部向かい鶴Ｗアタック」や水のカーテンで敵の攻撃を遮断する「スコール」といった技を持つ。
ぼっこ
ジョーたちを導く座敷わらし。スマートフォンから姿を現す。パッカー大佐とは千年前から旧知の仲。
羅刹（らせつ）
かつて岩手で悪行の限りを尽くし、人々を苦しめた鬼の子孫。自分の先祖ともののけを追いやった人間を深く恨んでいる。
攻撃力が高く、「鬼光弾(きこうだん)」や「雷電撃破(らいでんげきは)」、「竜巻暴風斬(たつまきぼうふうざん)」といった強力な技を持つ。
シーズン1では姫神結の巻物に封印されるが、シーズン2で復活。さらに釜石鉱山でヒヒイロカネの宝玉を手に入れ、オレンジ色に目が輝く姿に進化した。
しかし、シーズン2の最終話で鉄神ガンライザーに倒され、宮古市の三王岩に手形を押して現世から姿を消す。シーズン3の冒頭でヒデージャに粛清されたかと思われたが…。
パッカー大佐（パッカーたいさ）
河童の姿をしたもののけ。羅刹の支配下にあるがオダーズを部下に従える敵の中間管理職。
岩手を文明の発達していない千年前の姿に戻したいと願い、様々な悪戯をして人々を困らせる。
但し人間に直接的な危害を加える事は嫌っておりそれが元で羅刹と意見が合わなくなったりガンライザー側に味方する事もある。
頭の皿に水をかけるとパワーアップし、「カッパカッター」の技を出す。シーズン2では「スーパー・カッパカッター」の技が登場した。
グズメ鬼マヨイガー（グズメキマヨイガー）
シーズン2から登場した怪人で焼石岳が変身した姿。剣の使い手で荒削りな戦いぶりを見せるが、
戦いの経験を積むうちに強くなり、最終的には鉄神ガンライザーと互角に戦えるまでになった。
シーズン2の最終話では姫神結と栗駒桐子がヒヒイロカネで出来たまことの鏡をかざし、人間の姿に戻ることが出来た。
オダーズ１号・２号
キュウリのもののけの戦闘員で、パッカー大佐を慕う忠実な部下たち。体色が濃い方が１号、薄い方が２号。
「んだー！　んだー！」と言いながら悪ノリするのが癖でいつもパッカー大佐に「おだずな！(ふざけるな、の方言)」と怒られている。
シーズン2では手からツタが伸びて相手を絡め取る技が登場した。
鬼刃（オニヤイバ）
羅刹が招いた鎌の怪人。両腕の鎌で何でも切り裂き、ライザーガンすらも弾く強敵。
偽ガンライザー（にせ-）
羅刹が連れてきたもう一人の謎のガンライザー。不来方ジョーの変身したガンライザーに敵対する。
初代羅刹（しょだいらせつ）
千年前に二度と悪さをしない約束の印として、三ツ石神社の岩に手形を押して去った伝説の悪鬼。
羅刹王ヒデージャ（らせつおう-）
シーズン3から登場した強大な力を持つ鬼ともののけの世界の王。人間界に羅刹を送り込んだ黒幕。
ツエージャ
ヒデージャが携える自我を持つ杖。
イヅーナ
シーズン3から登場した女狐のもののけ。人間を恨んでおり、人間に復讐するため羅刹王に仕えている。

## 共演ご当地ヒーロー
岩鷲護神ハチマンタイラー（ガンジュゴシンハチマンタイラー）
岩手県八幡平市の守り神。八幡平での戦いで羅刹に追い詰められたガンライザーを救い、その後も度々ガンライザーを助けに現れ、様々な助言も与え成長を促した。
シーズン2ではハチマンタイラー・ダイナマイトにパワーアップする。
岩鉄拳チャグマオー改（いわてっけん-かい）
強力な鉄拳を武器に戦う岩手県滝沢村（現滝沢市）の守り神。チャグチャグ馬コの出発地、鬼越蒼前神社に棲んでいる。
羅刹と互角に戦えるほど強く、苦戦するガンライザーに助勢する。ガンライザーとのコンビ技「ダブル石割チョップ」、「滝沢スイカッター」などを披露。
オオガマックス
岩手県滝沢市大釜地区のヒーロー。力は弱いが、心は熱い。
六魂戦隊ゲイビマン（ろっこんせんたい-）
岩手県一関市の猊鼻渓を拠点に活動する6人のヒーローたち。仲間が力を合わせる事で発揮される大きな力をジンに示した。
クリハライザーガンマ
宮城県栗原市の守り神。武器は清流岩魚刀。伊豆沼でのパッカー＆マヨイガーとリアスマリンとの2対1の戦いを見咎めて、リアスマリンに助太刀した。
跳神ラッセイバー（ちょうじん-）
青森県の平和を守るヒーロー。必殺技はリンゴ・パンチで繰り出す「津軽じょんがラッシュ」。
蕪嶋神社を破壊しに八戸市にやって来たマヨイガーの前に立ちはだかり、種差海岸で戦いになる。

## 出演者

### キャスト
- 不来方ジョー：中田勇樹
- 三ツ石ジン：伊藤翔悟
- 姫神結：加村真美
- 早池峰ケンジ：千葉亘
- 宮守かぐら：佐々木李紗
- 焼石岳：高橋洋
- 栗駒桐子：今川来望
- イヅーナ：小山夏実
- ぼっこ(声)：菅原那緒子
- 羅刹(声)：渡邊雄介
- パッカー大佐(声)：早川誠一

### スーツアクター
- 海老名保
- 佐藤智隆
- 佐藤史崇
- 早川誠一